# Dáctilo (métrica)
Dáctilo, em uma composição poética, é um pé formado por uma sílaba tônica e duas sílabas átonas.
Seu nome é dado por alusão à forma de um dedo (dactilus), com suas três falanges.

## Exemplo
Não  te nho  na da  com  is so  nem  vem  fa lar

Eu  não  con si go_en ten der  su a  ló gi ca

Mi nha  pa la vra  can ta da  po de_es pan tar

E_a  seus  ou vi dos  pa re cer  e xó ti ca 

("Muito Romântico" - Caetano Veloso)